# District IJsselmeerpolders
Het District IJsselmeerpolders is een floradistrict zoals gehanteerd door Nederlandse floristen.
Dit district omvat de Wieringermeerpolder, de Noordoostpolder, Oostelijk Flevoland en Zuidelijk Flevoland.
Aangezien deze polders in respectievelijk 1930, 1942, 1950 en 1959 zijn drooggevallen, is de flora daar nog niet volledig ontwikkeld. De kleigebieden tonen gelijkenis met het Noordelijk kleidistrict, maar op de wat zandiger gebieden vindt men enige verwantschap met het Renodunaal district en het Drents district.
Langs het Veluwemeer en aan de rand van de Noordoostpolder is de naar verhouding rijkste flora te vinden.